# Illa de Saint Thomas
Saint Thomas és una illa situada al Mar Carib. És l'illa principal de les Illes Verges Nord-americanes territori dels Estats Units i en ella se situa la principal ciutat i port de l'illa: Charlotte Amalie, que és també la capital de l'arxipèlag.
En el cens de l'any 2010 la població de Saint Thomas era de 51.634 habitants, que constitueixen el 47% aproximadament de la població de l'illa. L'illa té una extensió de 80,9 km².

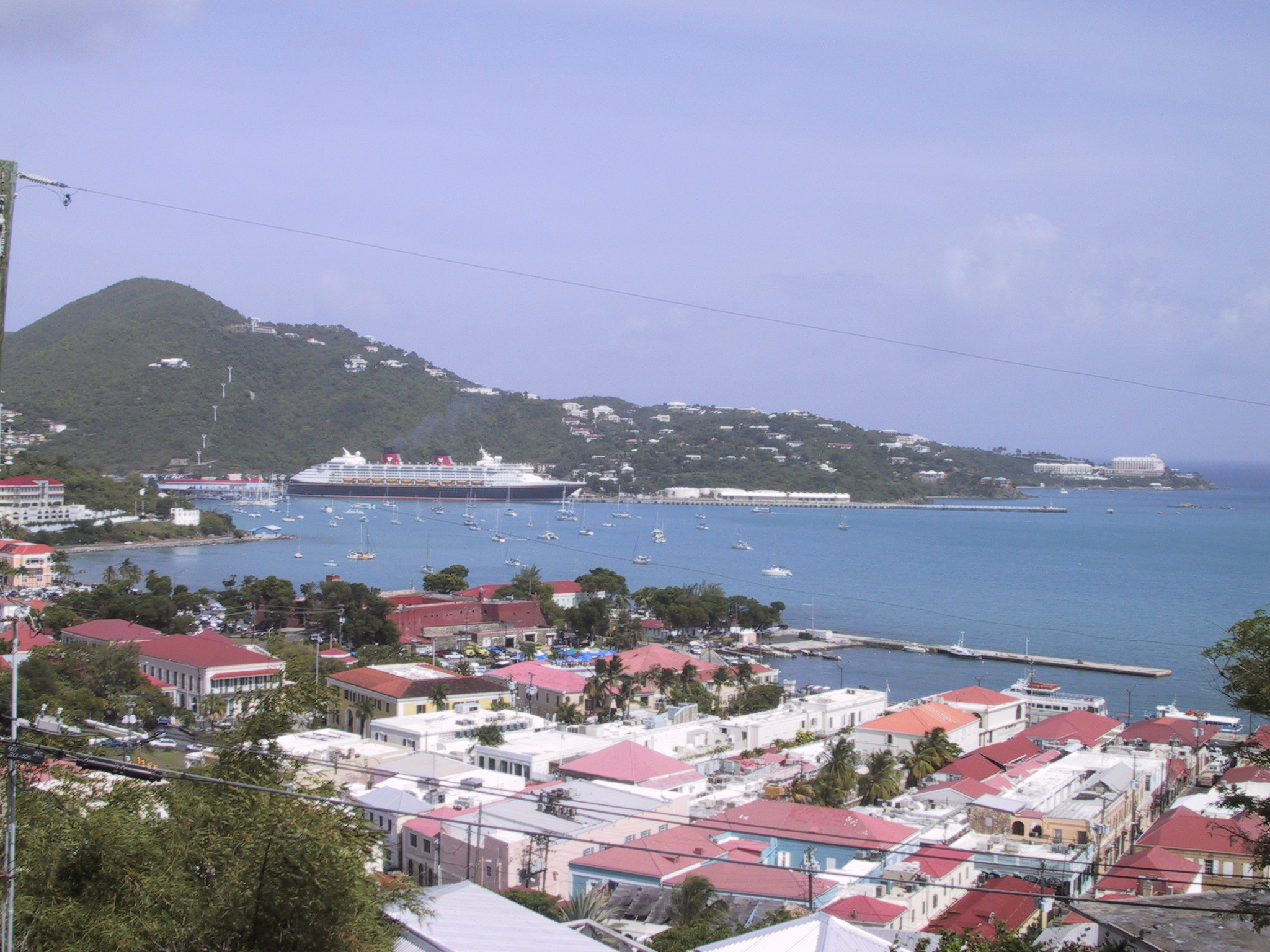
Vista de Charlotte Amalie